# Phazaca lituralis
Phazaca lituralis är en fjärilsart som beskrevs av Warren. Phazaca lituralis ingår i släktet Phazaca och familjen Uraniidae. Inga underarter finns listade i Catalogue of Life.